# Titularbistum Obbi
Das Bistum Obbi (italienisch diocesi di Obbi, lateinisch Dioecesis Obbitana) ist ein Titularbistum der römisch-katholischen Kirche.
Es geht zurück auf ein spätantikes Bistum in der römischen Provinz Mauretania Caesariensis im Norden des heutigen Algerien.
| Titularbischöfe von Obbi |                                     |                                          |                  |                   |
| Nr.                      | Name                                | Amt                                      | von              | bis               |
| 1                        | Manuel Ferreira Cabral              | Weihbischof in Braga (Portugal)          | 16. Januar 1965  | 3. Juli 1967      |
| 2                        | Franziskus von Streng               | emeritierter Bischof von Basel (Schweiz) | 3. November 1967 | 7. August 1970    |
| 3                        | Henri-François-Marie-Pierre Derouet | Koadjutorbischof von Sées (Frankreich)   | 21. Oktober 1970 | 24. Juli 1971     |
| 4                        | Guy Herbulot                        | Weihbischof in Reims (Frankreich)        | 20. Juni 1974    | 12. Mai 1978      |
| 5                        | Bede Vincent Heather                | Weihbischof in Sydney (Australien)       | 30. Juni 1979    | 8. April 1986     |
| 6                        | Albert Jean-Marie Rouet             | Weihbischof in Paris (Frankreich)        | 21. Juni 1986    | 16. Dezember 1993 |
| 7                        | Adriano Tomasi Travaglia OFM        | Weihbischof in Lima (Peru)               | 16. Februar 2002 |                   |